# 13319 Майклмі
13319 Майклмі (13319 Michaelmi) — астероїд головного поясу, відкритий 14 вересня 1998 року.
Тіссеранів параметр щодо Юпітера — 3,636.